# 埃克·巴蒂斯塔
埃克·弗恳·巴蒂斯塔（葡萄牙語：Eike Fuhrken Batista da Silva，1956年11月3日—）是巴西富豪，EBX集团  EBX集团  总裁。集团有五家上市公司在圣保罗证交所的新市场注册，这是圣保罗证交所的一个特别部门，仅最高治理标准的公司注册于此部门。 EBX集团在圣保罗证交所的上市公司有：OGX  （油气），MPX （能源），LLX （物流），MMX （采矿）和OSX（海洋作业）。

## 传记
巴蒂斯塔小时后，家里兄弟姊妹七个。父亲埃利泽.巴蒂斯塔是商人，1961-1964年之间，担任了矿能部部长，1979-1986年之间，担任了淡水河谷公司总裁，当时一家国有企业。巴蒂斯塔母亲尤塔.弗恳，出生于德国。巴蒂斯塔说，从母亲身上学会了自尊和自律。巴蒂斯塔童年在巴西与家人度过。少年时期，由于父亲的工作，家庭移民欧洲。他们住在日内瓦，杜塞尔多夫和布鲁塞尔。 1974年，他开始在德国亚琛大学读冶金工程。18岁，父母回巴西，但巴蒂斯塔仍然留在国外，并开始敲门销售保单，赚取生活费。在接受采访时，他经常提到这段时间的“压力”，从这个经验中吸取的经验和教训，对他的教育至关重要。
20世纪80年代初，埃克.巴蒂斯塔返回巴西，注意力集中在黄金和钻石贸易上。巴蒂斯塔当上一位推销员，联系亚马逊地区的生产商和在巴西和欧洲大城市的买家。23岁那一年，开了一家黄金交易公司，公司名称为Autram Aurem，选用印加太阳作为公司的标志。一年半的时间，公司赚了600万美元。
他的创业本能和天赋使他在亚马逊实施第一机械化砂金采矿厂，记下了EBX集团的开始。 29岁时，他担任了加拿大证券交易所上市公司TVX黄金的首席执行官，从而开始了他与全球资本市场的关系。从1980年到2000年，在巴西和加拿大的8个金矿，加上在智利的一个银矿的业务价值高达200亿美元。1991年到1996年间，公司价值增跃了三倍以上。
1991年，巴蒂斯塔与卢马.得.奥利韦拉名模结婚，2004年离婚，生下两个儿子，奥林和托尔。巴蒂斯塔喜欢跑步，游泳和海上运动。在90年代，他是巴西，美国和世界海上摩托艇超级级别的冠军。 2006年，他在3小时01分7秒的时间完成桑托斯-里约热内卢的220海里，破了这场竞赛的记录，船名是巴西精神。
埃克.巴蒂斯塔保持一个现代数字化生活。他维护一个个人网站，内容包括文章，视频和公司新闻。巴蒂斯塔数字平台的首选是Twitter，这是他个人交谈的主要信道。他的微博@ eikebatista有超过55万读者，他时常与选择这种交谈方式的人传送短讯。巴蒂斯塔在2011年发布的书“问题的核心”，描述他在商业世界的经历，并提供关于创业精神的秘诀。
在慈善事业，他一样勇敢，使用企业项目中的技巧，达到同样的成绩。这些措施促进社会发展，文化多样化和环境平衡。自2006年以来，巴蒂斯塔捐款总额已经高达约2.53亿雷亚尔。在2011年，他捐赠了9100万雷亚尔。巴蒂斯塔说，“我不只是想在巴西当最富有的人，我也想成为最慷慨的人。”　社会项目包括林索.马拉尼昂国家公园，费尔南多.迪.诺罗尼亚海洋公园和潘塔纳尔马托格罗索湿地国家公园的支持，巴西八个国家电影制作的赞助，以及捐款完成里约热内卢儿童医院的建设。
除了基础设施和自然资源，埃克.巴蒂斯塔的EBX集团还投资其它领域，包括房地产（REX），娱乐（IMX）科技（SIX）和餐饮（NRX）。在里约热内卢，EBX正在发展体育业，接待业，美食业，健康和美容业。

## 国内和国外的排名
在2011年，巴蒂斯塔被"福布斯"杂志排名为世界第八财富，南美第一财富。他的身价估计在300亿美元。在布隆伯格市场杂志上，埃克.巴蒂斯塔是唯一的巴西人被列入50名引影响全球金融的人士，首次出版于2011年9月　。杂志的主题是“意见移动市场，交易使公司或证券增资；思想和政策塑造企业，政府和经济的人士。＂
在2010年年底，该杂志排名巴蒂斯塔为世界第58名最有权势的人，在巴西，仅次于迪尔玛.罗塞芙.，巴西现任总统。圣保罗报纸表述巴蒂斯塔为一位“自制男人"的例子，通过自己的努力（而不是通过继承）获得了财富的企业家。
在2008年3月，“福布斯”杂志的富豪榜单排名的第一位巴西人是安东尼奥.诶米里奥.得.模拉伊斯，以100亿美元的家庭财产位居于第77榜位。另外17位巴西人也列入富豪榜单，其中包括巴蒂斯塔（在2008年曾说过，他目标是在五年内成为世界上最富有的人）。巴蒂斯塔的财富在2008年估计66亿美元，在世界富豪榜单上，他位居于第142位。在2009年，他移居到第61位，被认为是巴西最大的财富。
据巴西周刊EPOCA，巴蒂斯塔是2010年的100位最有影响力的巴西人士之一。 IstoÉ杂志一样表示巴蒂斯塔在2010年是最有影响力的100人。巴蒂斯塔在2011年，被Dinheiro杂志列入1000名总裁的排名内。
巴蒂斯塔得益于三十年的国际业务经验，并有能力“从零开始，创造财富” 。20世纪80年代以来，巴蒂斯塔创立并投产巴西和加拿大8个金矿（阿马帕里，卡萨贝拉迪，克里岈，马塞尔怀特，新大不列镇，新明星，新行星，帕拉卡都），智利一个银矿（拉克伊怕），以及巴西三个铁矿场（63号矿场，基可基可鸟，伊贝树）。
从2004年到2010年，埃克.巴蒂斯塔　建立和投产了五家公司：MMX（采矿），MPX（能源），OGX（石油），LLX（物流）和OSX（海洋作业）。

## 投资项目
EBX
EBX集团在米纳斯吉拉斯州和南马托格罗索州生产铁矿，并且在巴西投产第一个商业规模的太阳能发电厂。2011年至2012年在巴西的投资额约155亿美元，集团负责国家重大规模的项目，例如：LLX公司在里约州圣若昂.达.巴拉市的阿苏大港和里约州伊塔瓜伊市的东南港口，MPX公司在马拉尼昂州伊塔基市的火电厂和在塞阿拉州的佩胜火电厂。这些重大的能源和基础设施项目的执行正与OGX公司的勘探活动[
29]同时进展，　在坎波斯（里约），桑托斯（圣保罗）和巴纳伊巴（马拉尼昂）盆地已有新的石油和天然气发现。目前有20,000人在集团项目的建设和运行工作。
EBX集团总部设在里约热内卢，在巴西九个州有办公室。美国纽约，哥伦比亚和智利也持有办事处。
除了基础设施和自然资源，埃克.巴蒂斯塔的EBX集团还投资其它领域，包括房地产（REX），娱乐（IMX）科技（SIX）和餐饮（NRX）。在里约热内卢，EBX正在发展体育业，接待业，美食业，健康和美容业。
21世纪初以来，巴蒂斯塔的重点主要在自然资源，能源和基础设施等领域。
MMX 
MMX是EBX集团的矿公司，拥有综合物流系统和低生产成本。巴西国内项目在米纳斯吉拉斯州和马托格罗索州，国外项目在智利。
MPX 
MPX公司的能源项目分配在巴西，智利和哥伦比亚。公司的发电，煤炭开采和天然气的勘探和生产，有极大的互补性。 在塞阿拉州塔瓦城市，MPX负责巴西第一家商业太阳能发电厂。
OGX 
OGX是EBX集团开展石油和天然气的勘探和生产活动的公司。公司正在进行巴西目前最大的私营油气探索计划，勘探井的成功率在90％以上。
LLX 
LLX是EBX集团的物流公司，负责建设里约热内卢州的阿苏大型港口，预计该港将成为拉美最大的港口工业园区。
OSX 
OSX造船公司正在阿苏大型港口工业园区（LLX项目）建设美洲最大的造船厂，称得上“海上的巴西航空工业公司”。该公司还提供三个不同领域的海洋油气开采服务：造船，勘探生产设备的租赁，以及设备操作和维护。

## 財富盡失
2013年7月26日，彭博報導巴蒂斯塔的財富由高峰的300億美元趺至2億美元。